# Ruggero Grieco
Pour les articles homonymes, voir Grieco.
Ruggero Grieco (Foggia, 19 août 1893 - Massa Lombarda, 23 juillet 1955) est un homme politique italien.

## Biographie
Ruggero Grieco est l'un des fondateurs du Parti communiste d'Italie en 1921, participant, en tant que membre de la faction communiste dirigée par Amadeo Bordiga, à la scission advenue au Congrès de Livourne du Parti socialiste. Il entre alors au Comité central du PCd'I nouvellement fondé. Dans les années qui suivent, Grieco abandonne les positions de Bordiga pour se rallier à celles d'Antonio Gramsci, qui le charge d'organiser les sections rurales du parti ; avec Giuseppe Di Vittorio, il fonde également l'Association pour la défense des paysans pauvres.
Ruggero Grieco est condamné à 17 ans de prison par le régime fasciste en 1927. Luciano Canfora, dans son livre La storia falsa, affirme que les choix de Grieco sont à l'origine de l'arrestation et de la condamnation de Gramsci et d'Umberto Terracini. Franco Lo Piparo, dans son essai I due carceri di Gramsci, se penche également sur la fameuse lettre écrite par Grieco à Gramsci depuis Moscou en 1928, avec un timbre et un cachet soviétiques, et qui est utilisée comme preuve lors du procès de Gramsci. Lo Piparo la définit comme « criminelle » et y voit l'œuvre d'une autre personne, mal intentionnée. Le débat demeure ouvert sur la question de savoir s'il s'agit d'une erreur de Grieco ou d'un acte délibéré. Canfora prétend également, contre Leonardo Sciascia, que la lettre a été falsifiée par la police.
Entre la seconde moitié de l'année 1934 et le printemps 1938, Grieco remplace Palmiro Togliatti comme secrétaire général du Parti communiste, celui-ci étant contraint de demeurer presque constamment à Moscou en raison de son activité au sein de la IIIe Internationale. Son action est centrée sur la constitution d'un front antifasciste, rompant ainsi avec la tactique précédente de « classe contre classe », basée sur le concept de social-fascisme. Il développe une action unitaire antifasciste importante, posant les bases de la Résistance. Grieco oriente également le parti vers le recrutement de la jeunesse grandie sous le fascisme, à travers notamment le célèbre et controversé Appel aux frères en chemise noire en 1936.
Après la guerre, Grieco est élu en 1946 à l'Assemblée constituante de la République italienne à peine née, puis sénateur en 1948. Il conserve ce mandat jusqu'à sa mort, en 1955, lors d'un meeting à Massa Lombarda le lendemain de la fondation de l'Alliance nationale des paysans.